# Ralepria conforma
Ralepria conforma är en mossdjursart som beskrevs av Hayward 1991. Ralepria conforma ingår i släktet Ralepria och familjen Lacernidae. Inga underarter finns listade i Catalogue of Life.